# Mołdawskie Siły Powietrzne
Mołdawskie siły powietrzne (rum. Forțele Aeriene Moldovenești, ros. ВВС Молдовы, VVS Moldovy) – rodzaj Sił Zbrojnych Republiki Mołdawii. 

## Historia
Mołdawskie siły powietrzne powstały w sierpniu 1991 roku po rozpadzie Związku Radzieckiego. W 1994 roku zorganizowano 1300-osobowy zespół, na którego wyposażeniu było 31 samolotów typu MiG-29, 8 helikopterów Mi-8 i 6 samolotów transportowych Antonov An-72 oraz 25 wyrzutni rakiet przeciwlotniczych typu SA3/SA5 Almaz S-200 Angara/Wega/Dubna.
W 1997 Mołdawia sprzedała Stanom Zjednoczonym 21 myśliwców MiG-29. W 2006 wszystkie samoloty tego typu zostały wycofane z użytku.
W 2025 roku z posiadanych: samolotu transportowego i 2 śmigłowców, samolot i 1 śmigłowiec były niesprawne. W 2025 roku, w siłach powietrznych Mołdawii służyło 710 osób.  

## Uzbrojenie
- Śmigłowiec wielozadaniowy Mi-2[2]
- Śmigłowiec wielozadaniowy Mi-8[2]
- Samolot transportowy An-26[2] (niesprawny)
- System kierowanych pocisków rakietowych ziemia-powietrze S-125[3]
- Radar obrony powietrznej Ground Master 200[3]

## Galeria

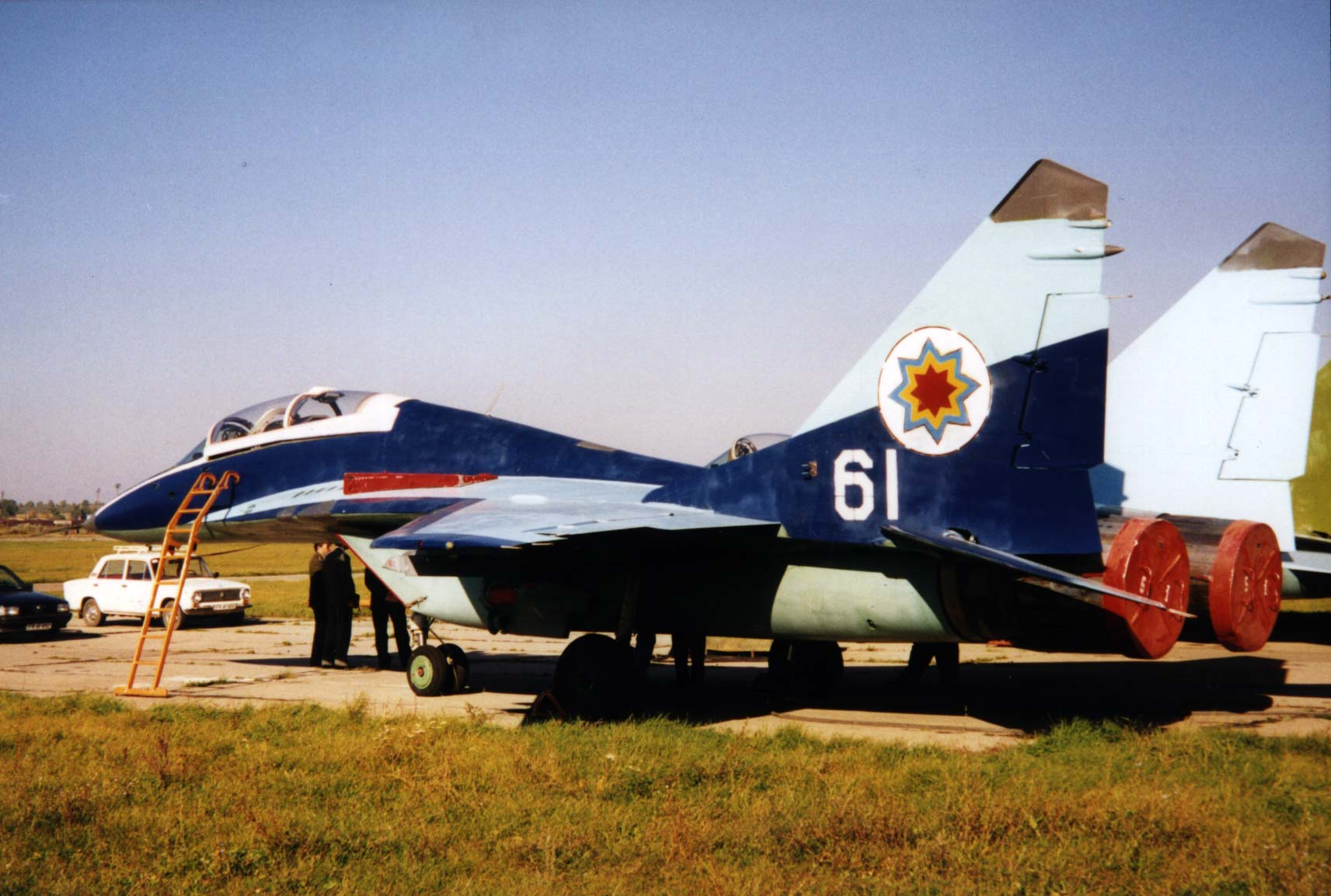
Mołdawski MiG-29UB w 1997 roku, przygotowywany do transportu do Stanów Zjednoczonych

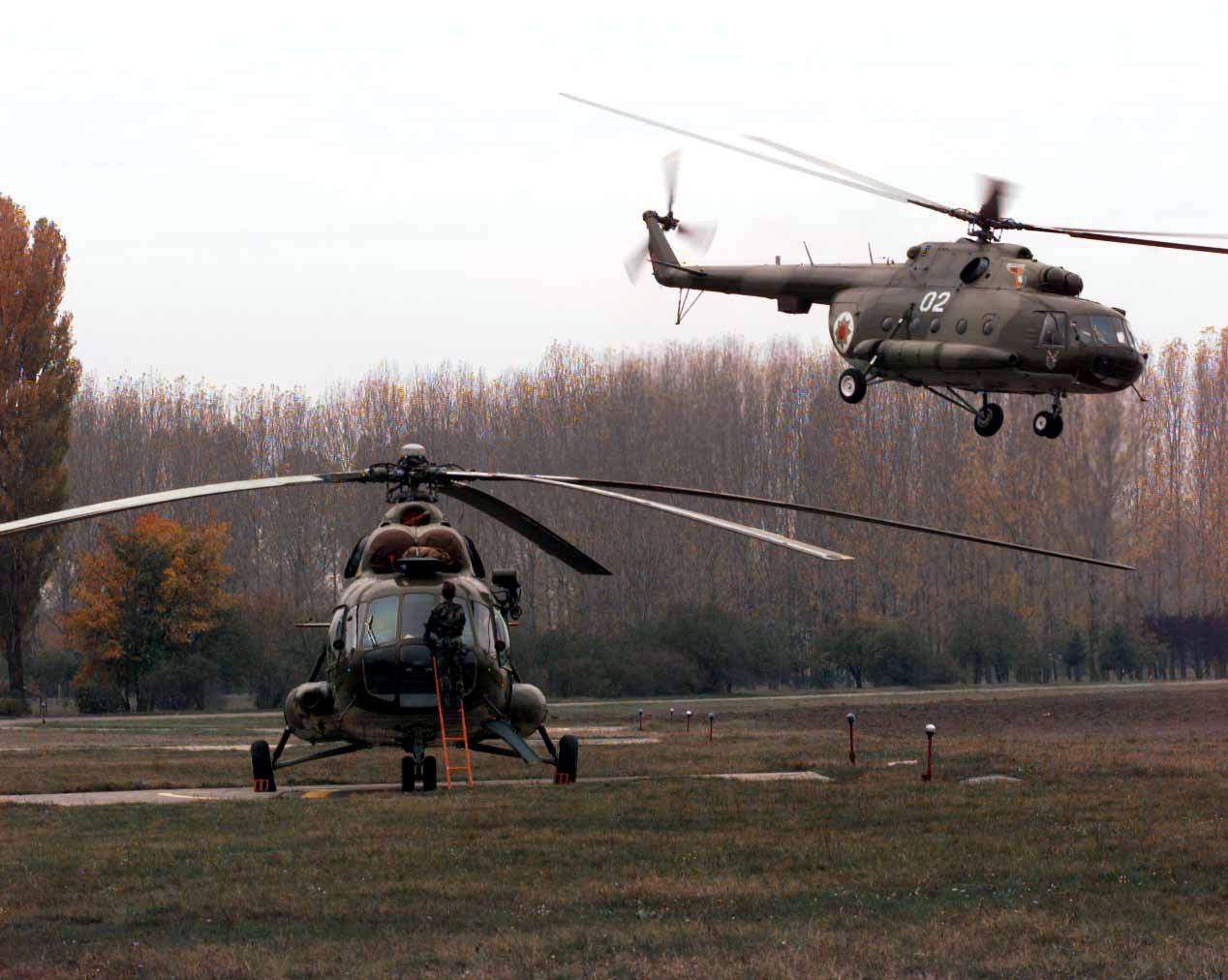
Mołdawskie Mi-8 podczas ćwiczeń w 1996 roku